# Eiffelton (Nouvelle-Zélande)
Eiffelton est une localité très faiblement peuplée de la région de Canterbury située dans l’Île du Sud de la Nouvelle-Zélande.

## Situation
La ville d’Eiffelton est localisée dans la plaine de Canterbury, près du fleuve Hinds, qui atteint les côtes de l’Océan Pacifique à proximité de la ville de Longbeach. Le petit centre-ville de Hinds est à l’ouest de la ville d'Eiffelton. D’autres localités à proximité comprennent Lynnford située entre Eiffelton et Hinds, Willowby vers le nord et Flemington et la ville fantôme de Waterton vers l’est. La ville la plus proche et de taille significative est Ashburton vers le nord.

## Ashburton balls
La principale revendication d’Eiffelton pour prétendre à la gloire est qu'en 1978 des restes provenant de Cosmos 482, une sonde spatiale soviétique, sont retrouvés. Il s'agit d'un objet similaire aux 4 autres débris retrouvés 6 ans plus tôt à Ashburton. 

## Religion
Eiffelton avait autrefois une église catholique. La messe fut dite pour la première fois dans le secteur en 1888 au niveau du hall de la ville de Waterton, mais la célébration fut ensuite tenue dans la ville d’Eiffelton, soit au niveau de l’école ou soit de l’hôtel de ville. Le 4 juin 1961, une église proprement dite, fut construite, l’église de St Thomas More, et 300 personnes furent accueillies pour cette inauguration formelle. Elle accueillait en fait 80 personnes pour les services réguliers, et le déclin de l’audience signifia que la messe n’était plus dite qu’une fois pas mois au début des années 1970. L’église fut fermée le 7 novembre 1976. L’autel qui fut repris par une église au niveau de la ville de Hinds et le bâtiment de l’église fut déplacé sur un site proche pour être utilisé comme local par les scouts.

## Activité
Eiffelton avait un hôtel de ville et autrefois une école primaire. En 2000, elle a fusionné avec deux autres écoles proches et l’ensemble fut relocalisé sur le site de Willowby. Eiffelton avait aussi un centre de loisir pour les enfants d’âge inférieur à celui de l’école primaire, mais entre 2001 et 2005, où le centre a aussi été relocalisé à Willowby.

## Transport
Eiffelton n’est pas localité sur une route de transport majeure. La ville n’est pas loin du trajet de la route State Highway 1/S H 1 et de la ligne de chemin de fer de la ligne principale du sud (en), qui toutes les deux passent à travers la ville de Hinds.